# Alchemilla brachyloba
Alchemilla brachyloba é uma espécie de rosácea do gênero Alchemilla, pertencente à família Rosaceae.